# Liga Narodów UEFA (2024/2025)/Grupa A2
W Grupie A2 Ligi Narodów UEFA 2024/25 będą brały udział następujące zespoły:
- Włochy
- Belgia
- Francja
- Izrael

## Tabela
| Lp. | Drużyna       | M | Z | R | P | B+ | B- | +/– | Pkt | Kwalifikacja lub spadek |  | Francja | Włochy | Belgia | Izrael |
| --- | ------------- | - | - | - | - | -- | -- | --- | --- | ----------------------- |  | ------- | ------ | ------ | ------ |
| 1   | Francja (A)   | 6 | 4 | 1 | 1 | 12 | 6  | +6  | 13  | ćwierćfinał             |  |         | 1–3    | 2–0    | 0–0    |
| 2   | Włochy (A)    | 6 | 4 | 1 | 1 | 13 | 8  | +5  | 13  | ćwierćfinał             |  | 1–3     |        | 2–2    | 4–1    |
| 3   | Belgia (B, O) | 6 | 1 | 1 | 4 | 6  | 9  | −3  | 4   | baraż o utrzymanie      |  | 1–2     | 0–1    |        | 3–1    |
| 4   | Izrael (S)    | 6 | 1 | 1 | 4 | 5  | 13 | −8  | 4   | spadek do Dywizji B     |  | 1–4     | 1–2    | 1–0    |        |

1. 1 2  Większa różnica bramek we wszystkich meczach grupowych: Francja +6, Włochy +5.
2. 1 2  Mecze bezpośrednie, różnica bramek: Belgia +1, Izrael -1.

## Wyniki
| 6 września 2024 | Belgia                                  | 3:1   | Izrael              |                                                                      |
| 20:45 CET       | De Bruyne 21', 52' (k.) · Tielemans 48' | (1:1) | 36' (sam.) Castagne | Nagyerdei Stadion, Debrecen (Węgry) Widzów: 0 Sędzia: Michael Oliver |

| 6 września 2024 | Francja    | 1:3   | Włochy                                     |                                                               |
| 20:45 CET       | Barcola 1' | (1:1) | 30' Dimarco · 51' Frattesi · 74' Raspadori | Parc des Princes, Paryż Widzów: 44 956 Sędzia: Sandro Schärer |

| 9 września 2024 | Izrael       | 1:2   | Włochy                  |                                                                    |
| 20:45 CET       | Abu Fani 90' | (0:1) | 38' Frattesi · 62' Kean | Bozsik Aréna, Budapeszt (Węgry) Widzów: 2090 Sędzia: Ivan Kružliak |

| 9 września 2024 | Francja                      | 2:0   | Belgia |                                                                                 |
| 20:45 CET       | Kolo Muani 30' · Dembélé 57' | (1:0) |        | Parc Olympique Lyonnais, Décines-Charpieu Widzów: 42 358 Sędzia: Tobias Stieler |

| 10 października 2024 | Izrael        | 1:4   | Francja                                                 |                                                                       |
| 20:45 CET            | Gandelman 24' | (1:2) | 7' Camavinga · 28' Nkunku · 87' Guendouzi · 89' Barcola | Bozsik Aréna, Budapeszt (Węgry) Widzów: 2226 Sędzia: Nikola Dabanović |

| 10 października 2024 | Włochy                    | 2:2   | Belgia                       |                                                          |
| 20:45 CET            | Cambiaso 1' · Retegui 24' | (2:1) | 42' De Cuyper · 61' Trossard | Stadio Olimpico, Rzym Widzów: 44 297 Sędzia: Espen Eskås |

| 14 października 2024 | Włochy                                                | 4:1   | Izrael       |                                                                          |
| 20:45 CET            | Retegui 41' (k.) · Di Lorenzo 54', 79' · Frattesi 72' | (1:0) | 42' Abu Fani | Stadio Friuli, Udine Widzów: 11 700 Sędzia: Ricardo de Burgos Bengoetxea |

| 14 października 2024 | Belgia       | 1:2   | Francja                  |                                                                         |
| 20:45 CET            | Openda 45+3' | (1:1) | 35' (k.), 62' Kolo Muani | Stadion Króla Baudouina I, Bruksela Widzów: 39 731 Sędzia: Irfan Peljto |

| 14 listopada 2024 | Francja | 0:0   | Izrael |                                                                    |
| 20:45 CET         |         | (0:0) |        | Stade de France, Saint-Denis Widzów: 16 611 Sędzia: Tobias Stieler |

| 14 listopada 2024 | Belgia | 0:1   | Włochy     |                                                                          |
| 20:45 CET         |        | (0:1) | 11' Tonali | Stadion Króla Baudouina I, Bruksela Widzów: 41 367 Sędzia: Radu Petrescu |

| 17 listopada 2024 | Izrael   | 1:0   | Belgia |                                                                        |
| 20:45 CET         | Shua 86' | (1:0) |        | Bozsik Aréna, Budapeszt (Węgry) Widzów: 675 Sędzia: Sebastian Gishamer |

| 17 listopada 2024 | Włochy       | 1:3   | Francja                             |                                                                       |
| 20:45 CET         | Cambiaso 35' | (1:2) | 2', 65' Rabiot · 33' (sam.) Vicario | Stadio Giuseppe Meazza, Mediolan Widzów: 68 158 Sędzia: Slavko Vinčić |

## Strzelcy

### 3 gole
- Randal Kolo Muani
- Davide Frattesi

### 2 gole
- Kevin De Bruyne
- Bradley Barcola
- Adrien Rabiot
- Mohammad Abu Fani
- Andrea Cambiaso
- Giovanni Di Lorenzo
- Mateo Retegui

### 1 gol
- Maxim De Cuyper
- Loïs Openda
- Youri Tielemans
- Leandro Trossard
- Eduardo Camavinga
- Ousmane Dembélé
- Mattéo Guendouzi
- Christopher Nkunku
- Omri Gandelman
- Yarden Shua
- Federico Dimarco
- Moise Kean
- Giacomo Raspadori
- Sandro Tonali

### Gole samobójcze
- Timothy Castagne (dla Izraela)
- Guglielmo Vicario (dla Francji)